# Septoria glaucis
Septoria glaucis är en svampart som beskrevs av Syd. 1921. Septoria glaucis ingår i släktet Septoria och familjen Mycosphaerellaceae.   Inga underarter finns listade i Catalogue of Life.